# Aeropuerto Internacional de Creel
El Aeropuerto Barrancas del Cobre (OACI: MMGA), es un aeropuerto ubicado a 3 kilómetros de la comunidad de Creel, en el municipio de Bocoyna, Chihuahua. Cuenta  con una pista de 2,520 metros con 30 metros de ancho y 78,000 metros cuadrados, tiene una superficie total de 481,296 metros cuadrados.

## Información
El aeropuerto se encuentra  a 2,481 metros sobre el nivel del mar.
El aeropuerto tiene una inversión inicial de $516 millones de pesos.
El Gobierno del Estado de Chihuahua es dueño del 98% de la concesión del aeropuerto, a través de la empresa de participación estatal mayoritaria Administradora de Servicios Aeroportuarios de Chihuahua mientras que el 2% restante corresponde a la participación de un particular.
Es un proyecto por muchos años anunciado por el gobierno estatal de Chihuahua y su supuesta inauguración ha sido múltiples veces reagendada, debido a la falta de atención y cumplimiento por parte del propio gobierno de Chihuahua.
El aeropuerto fue inaugurado el 31 de enero de 2024 recibiendo un vuelo privado procedente de la ciudad de Chihuahua.

## Aerolíneas y destinos

### Pasajeros
| Destinos por aerolínea                              | Destinos por aerolínea | Destinos por aerolínea |
| Aerolínea                                           | Destinos               |                        |
| --------------------------------------------------- | ---------------------- | ---------------------- |
| Aéreo Servicio Guerrero                             | Los Mochis             |                        |
| Total: 1 destino (nacional), 1 aerolínea (nacional) |                        |                        |

### Destinos nacionales
Cuenta con 1 destino nacional a través de 1 aerolínea.
| Los Mochis (LMM) | • |   | 1 |
| Total            | 1 | 0 | 1 |